# Le Goût des autres
Vous lisez un « bon article » labellisé en 2018.
Pour plus de détails, voir Fiche technique et Distribution.
Le Goût des autres est un film français réalisé par Agnès Jaoui et sorti en 2000.
Cette comédie dramatique raconte le quotidien de Castella, un entrepreneur mélancolique qui tombe amoureux de Clara, une actrice qui lui donne des cours d'anglais. Autour de cette histoire sont également développés les parcours d'Angélique la femme de Castella, de son chauffeur Bruno, de son garde du corps Franck et de Manie, une amie de Clara qui est serveuse de bar et revendeuse de drogue.
Agnès Jaoui débute l’écriture du scénario en 1998 en compagnie de Jean-Pierre Bacri. La préproduction commence au début de 1999 et le tournage a lieu à l'été de cette même année, principalement à Rouen mais aussi en région parisienne. La distribution est majoritairement constituée d'interprètes ayant déjà travaillé avec Jaoui ou Bacri.
Première réalisation d'Agnès Jaoui, ce film est proche du style d'Alain Resnais et de Claude Sautet. Elle y traite essentiellement du thème des préjugés et du mépris. Sorti au cinéma début mars 2000, puis en vidéo en 2001, Le Goût des autres est un succès à la fois critique et public. Il remporte plusieurs prix, dont quatre César, et il est nommé pour l'Oscar du meilleur film en langue étrangère.

## Synopsis
À Rouen, Jean-Jacques Castella, chef d'entreprise mélancolique, se voit flanqué d'un garde du corps, Franck, en raison d'un gros contrat qu'il doit signer avec des hommes d'affaires iraniens. Son second, le polytechnicien Weber lui impose également de prendre des cours d'anglais. Peu intéressé, Castella chasse son enseignante dès la première leçon. L'épouse de Castella, Angélique, ancienne décoratrice d'intérieur, aide sa belle-sœur Béatrice à aménager son nouvel appartement. Cette dernière est revenue en ville après le départ de son mari. Angélique, qui préfère les animaux aux êtres humains, n'écoute pas les souhaits décoratifs de Béatrice et lui impose ses propres goûts.

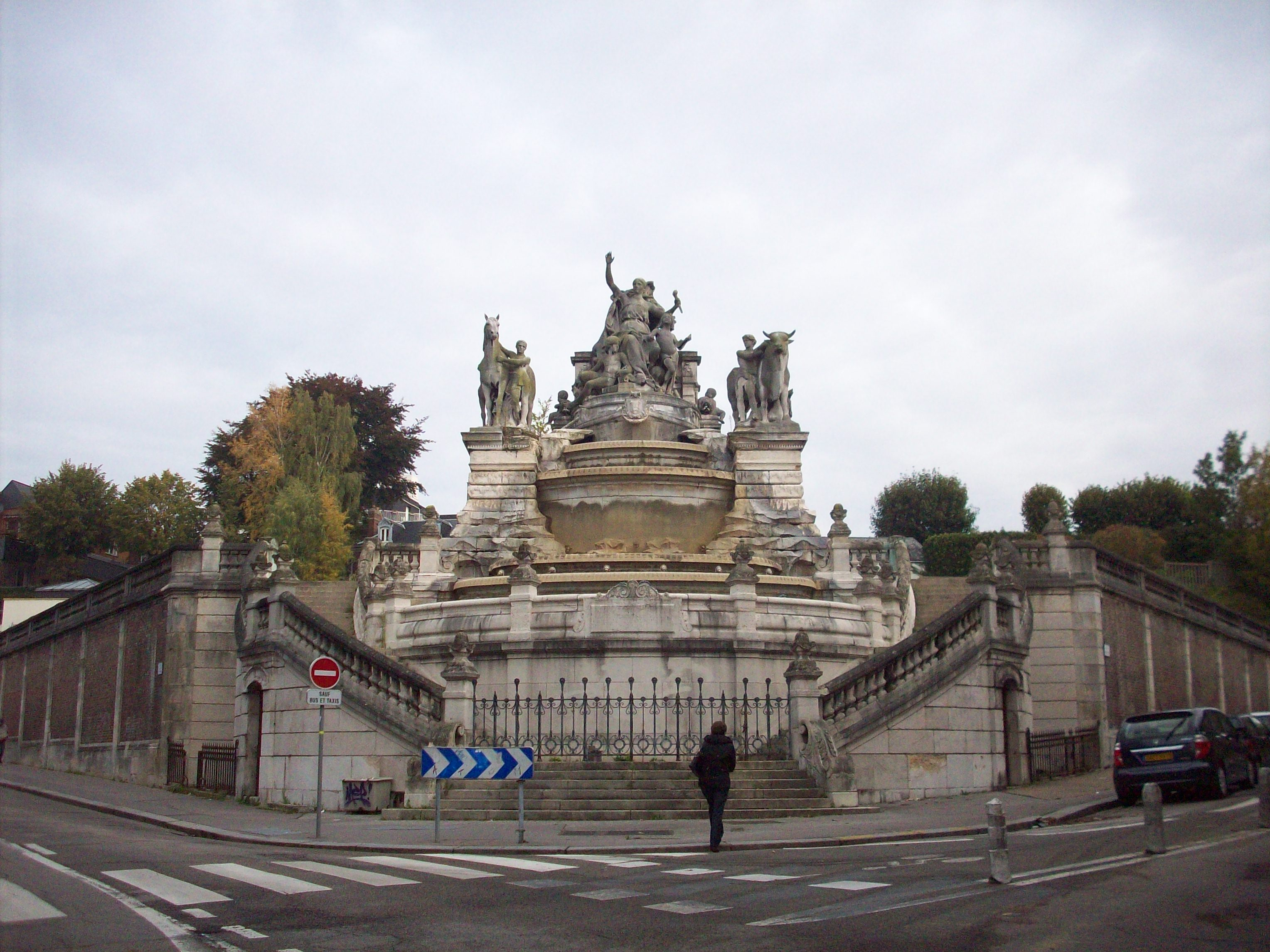
Fontaine-réservoir Sainte-Marie de Rouen située près du théâtre où joue Clara.

Dans la soirée, Jean-Jacques et Angélique assistent à une représentation de Bérénice, dans laquelle Virginie, la nièce de Castella, tient un rôle secondaire. Pendant ce temps, Franck attend en coulisse avec Bruno, le chauffeur du couple. Ce dernier, alors qu'il achète un sandwich dans un bar proche du théâtre, retrouve Manie, une ancienne conquête. Au théâtre, Jean-Jacques, qui s'ennuyait au départ, est subjugué par la performance de l'actrice principale qui n'est autre que sa professeure d'anglais, Clara Devaux. Après la représentation, Clara et ses amis dînent dans le bar où travaille Manie ; celle-ci, amie de Clara, lui vend de temps en temps du cannabis.
Jean-Jacques décide alors de reprendre les cours d'anglais, afin de se rapprocher de Clara, et il retourne la voir jouer Bérénice. De son côté, Bruno présente Franck à Manie. Ils nouent rapidement des liens puis deviennent amants. Cependant, leur relation est orageuse car Franck, ancien policier, n’apprécie pas que Manie vende de la drogue pour compléter ses revenus. Castella, peinant à plaire à Clara, tente d'intégrer le groupe des proches de l'actrice, notamment d'Antoine, le meilleur ami de celle-ci. Mais c'est essentiellement par jeu qu'Antoine accepte la présence du chef d'entreprise. Lors d'un dîner, il s'amuse à se moquer du manque de culture de Castella, sans que celui-ci s'en rende compte. Quelques jours après, Jean-Jacques se rend au vernissage de l'exposition de peinture de Benoît, le compagnon d'Antoine. Trouvant l'une des toiles à son goût, il l'achète, puis décide de commander à Benoît une fresque pour la façade de son entreprise.
Las d'attendre un signe de Clara, Jean-Jacques finit par lui déclarer sa flamme. Elle lui fait comprendre qu'elle ne partage pas ses sentiments et ils décident d'interrompre les leçons d'anglais. Il sombre dans la dépression, délaisse son entreprise au grand désespoir de Weber et finit même par quitter Angélique. Clara de son côté prépare une nouvelle pièce. Elle réagit mal en apprenant qu'Antoine est toujours en contact avec Jean-Jacques. Elle a l'impression qu'il profite des sentiments que Castella éprouve à son égard pour lui faire financer le travail de Benoît. Venue mettre Castella en garde, elle comprend que celui-ci s'est vraiment ouvert à un monde artistique qu'il ne connaissait pas.
Clara s’aperçoit alors petit à petit qu'elle éprouve, elle aussi, des sentiments pour Jean-Jacques. Celui-ci ayant signé le contrat avec les Iraniens, la mission de Franck s'achève et il quitte la ville, sans Manie, estimant leur relation peu viable. Clara invite Castella lors de la première de sa nouvelle pièce, Hedda Gabler ; à la fin de la représentation, elle rayonne en découvrant qu'il est venu.

## Fiche technique
Sauf indication contraire, les informations mentionnées dans cette section peuvent être confirmées par la base de données cinématographiques IMDb,  présente dans la section « Liens externes ».
- Titre : Le Goût des autres
- Titre international : The Taste of Others
- Réalisation : Agnès Jaoui
- Scénario : Jean-Pierre Bacri et Agnès Jaoui
- Supervision musicale[Note 2] : Agnès Jaoui et Valérie Lindon (conseillère musicale)[1]
- Décors : François Emmanuelli
- Costumes : Jackie Budin
- Photographie : Laurent Dailland
- Son : Jean-Pierre Duret et Dominique Gaborieau
- Montage : Hervé de Luze
- Production : Christian Bérard, Daniel Chevalier, Charles Gassot et Jacques Hinstin
- Sociétés de production : Canal+, France 2 Cinéma, Les Films A4 et Téléma
- Sociétés de distribution : Pathé
- Budget : 9 000 000 €[2]
- Pays de production :  France
- Langue originale : français (quelques répliques en anglais)
- Format : couleur — 35 mm — 2,35:1 — Dolby Digital et DTS
- Genre : comédie dramatique
- Durée : 112 minutes
- Dates de sortie :
  - France : 1er mars 2000
  - Belgique : 8 mars 2000
  - États-Unis : 9 février 2001

## Distribution
Sauf indication contraire, les informations mentionnées dans cette section peuvent être confirmées par la base de données cinématographiques IMDb,  présente dans la section « Liens externes ».
- Anne Alvaro : Clara Devaux
- Jean-Pierre Bacri : Jean-Jacques Castella
- Alain Chabat : Bruno Deschamps, le chauffeur de Castella
- Agnès Jaoui : Manie, la serveuse
- Gérard Lanvin : Franck Moreno, le garde du corps de Castella
- Christiane Millet : Angélique Castella, l'épouse
- Wladimir Yordanoff : Antoine
- Anne Le Ny : Valérie, l'habilleuse
- Brigitte Catillon : Béatrice Castella, la sœur
- Raphaël Defour : Benoît
- Xavier de Guillebon : Weber
- Camille Andraca : Camille, fille de Béatrice
- Céline Arnaud : Virginie Giraud
- Robert Bacri[Note 3] : le père de Castella
- Marie-Agnès Brigot : la secrétaire de Castella
- Michel Caccia : le peintre
- Désir Carré : le passant
- Scali Delpeyrat : un collègue de Clara
- Sam Karmann : le metteur en scène
- Jean-Pierre Darroussin : un spectateur au théâtre

Photos des principaux interprètes.
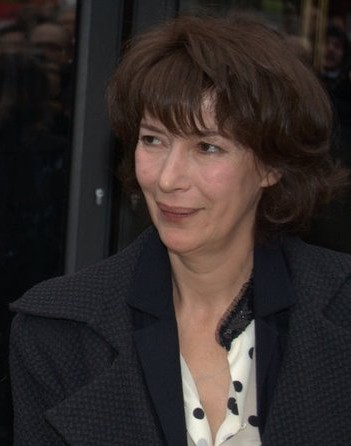
Anne Alvaro en 2011.
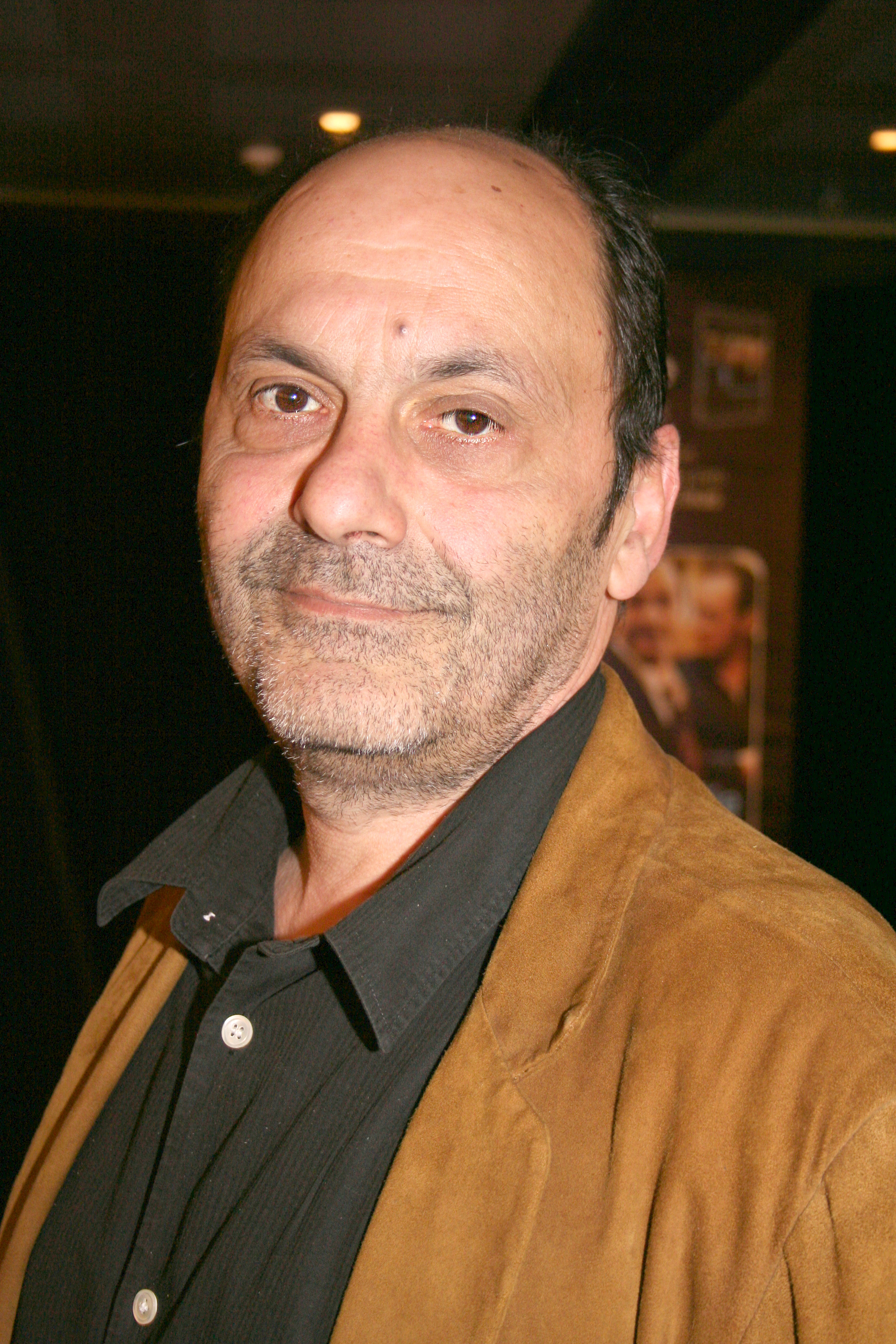
Jean-Pierre Bacri en 2007.
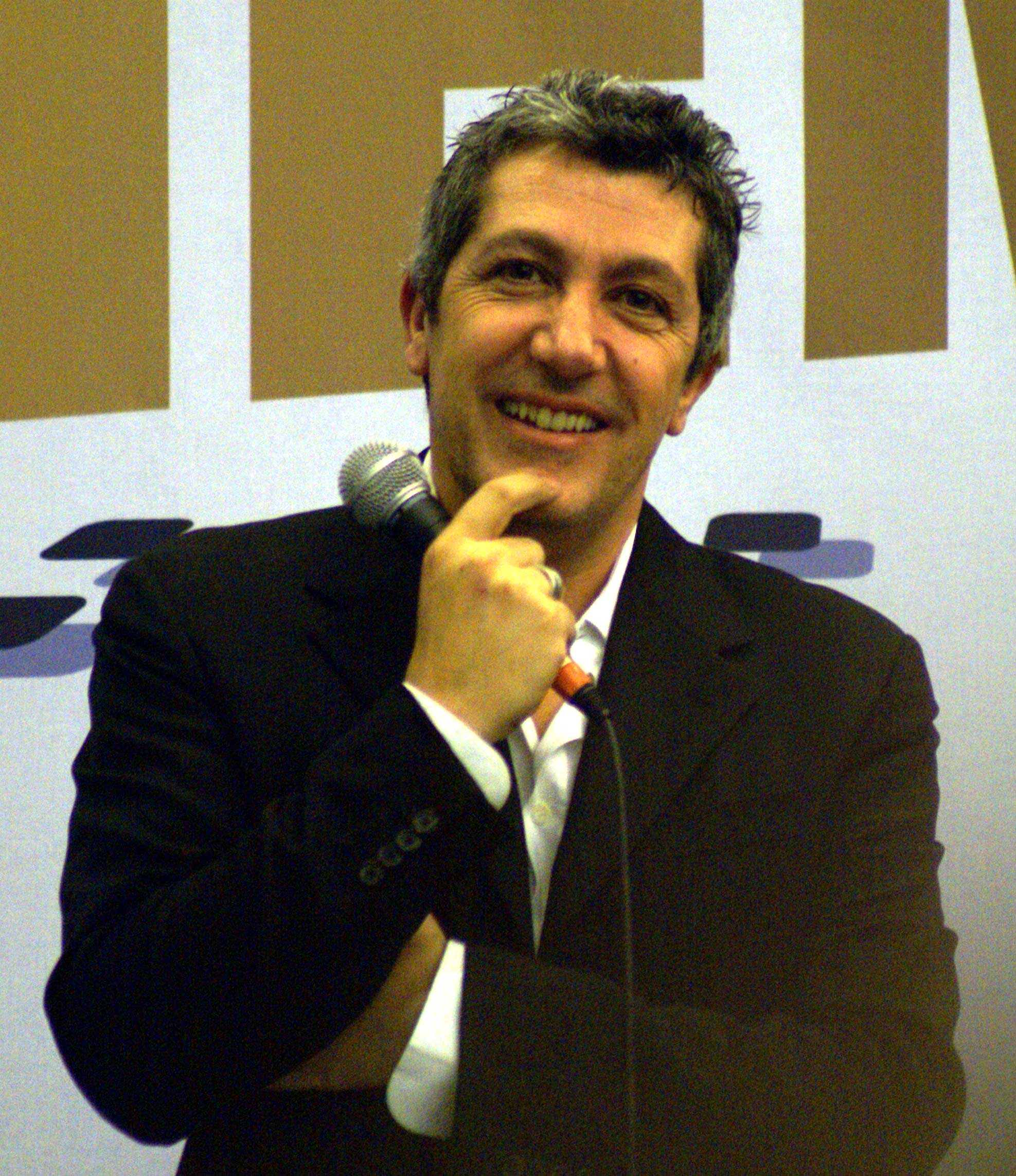
Alain Chabat en 2006.
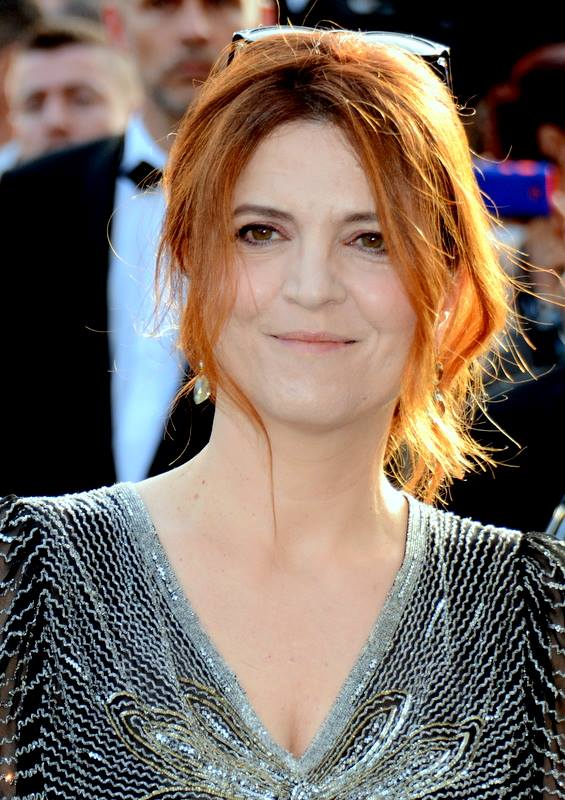
Agnès Jaoui en 2015.
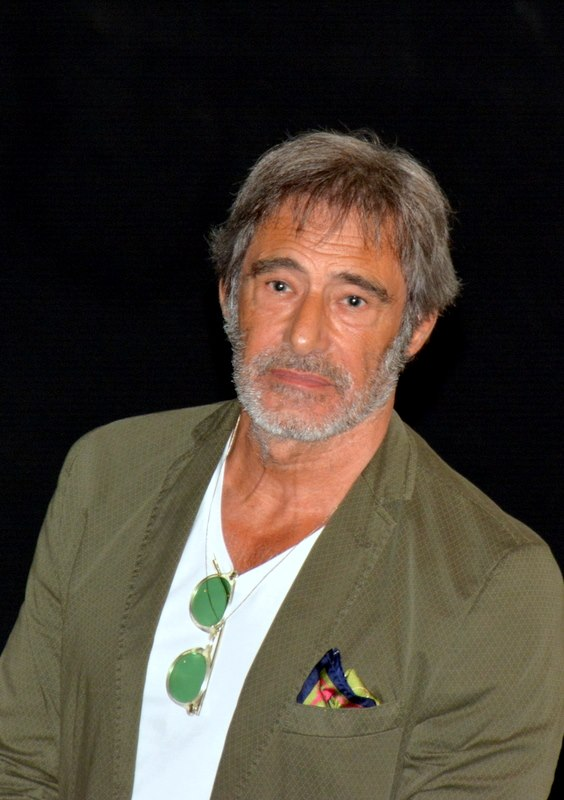
Gérard Lanvin en 2014.

## Production

### Développement

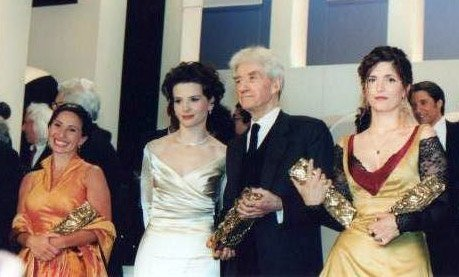
Agnès Jaoui (à droite) en compagnie d'Alain Resnais à la 23e cérémonie des César (1998).

Au début de l'année 1997, le couple d'interprètes et de scénaristes à succès (Cuisine et Dépendances, Smoking / No Smoking en 1993, Un air de famille en 1996 et On connaît la chanson en 1997) Jean-Pierre Bacri et Agnès Jaoui se lance dans la production à parts égales avec l'acteur Sam Karmann et deux amis d'enfance de Bacri, Jean-Philippe Andraca, un ancien entraîneur sportif et Christian Bérard, un banquier,. La première production de leur société baptisée Les Films A4 est le court-métrage La Méthode (1998) de Thomas Bégin dans lequel Bacri, Jaoui et Karmann interprètent les rôles principaux. La société co-produit ensuite le premier film de Karmann avec Bacri en tête d'affiche, Kennedy et moi (1999). Parallèlement Bacri et Jaoui débutent l'écriture d'un nouveau scénario. Ils rédigent dans un premier temps un traitement pour un film policier mais constatant qu'ils n'arrivent pas à s’approprier le genre, ils renoncent à cette idée au bout de deux ou trois mois,.
De ce premier traitement, ils conservent cependant trois des protagonistes : un chauffeur, un garde du corps et une revendeuse de drogue,. Ils changent de thème et choisissent d'aborder le mépris des clans face à ceux qui ne leur ressemblent pas. Les scénaristes ajoutent alors d'autres personnages et leur inventent une histoire pour les inclure dans le récit. Jaoui s'occupe plus particulièrement de la narration tandis que Bacri se consacre aux dialogues. Comme Jaoui souhaite faire un film choral, ils rajoutent huit autres personnages d'importance : une actrice de théâtre, un entrepreneur, l’épouse de celui-ci, l'ami homosexuel de l'actrice, une habilleuse, une femme séparée, un artiste peintre et un ingénieur. Pour les scènes, elle choisit d'en situer plusieurs dans un café car elle aime « filmer ces lieux de foule » et qu'elle apprécie « l'énergie qui s'en dégage ».
Les Films A4 produisent le film que Jaoui décide de réaliser elle-même après avoir beaucoup appris sur ce métier aux côtés d'Alain Resnais sur Smoking / No Smoking et On connaît la chanson. Et comme pour Kennedy et moi, la société choisit de coproduire le film. Elle s'associe donc à hauteur de 50% avec Charles Gassot via sa société Téléma. Gassot avait déjà travaillé avec le couple Bacri-Jaoui sur le film Un air de famille.

### Choix des interprètes
Jean-Pierre Bacri se réserve le rôle principal masculin, celui de Jean-Jacques Castella, l'entrepreneur mélancolique. Agnès Jaoui, qui doit se concentrer sur son travail de réalisatrice, joue un rôle plus secondaire, celui de Manie, la serveuse également revendeuse de drogue. Pour le principal rôle féminin, celui de l'actrice Clara, le duo choisit Anne Alvaro. Ils ont en effet ressenti une émotion proche de celle de Castella en la voyant jouer dans une pièce de Bertolt Brecht,. Agnès Jaoui pense qu'Alvaro est « injustement méconnue ». C'est, selon elle, l'une des rares actrices capable de jouer avec justesse Clara, l'actrice fragile, et la Bérénice de Jean Racine. Elle a en effet joué beaucoup de grands rôles du répertoire classique du théâtre subventionné. Pour interpréter Bruno, le chauffeur de Castella, le duo choisit Alain Chabat, avec qui Bacri a joué dans Didier (1997), la première réalisation de celui-là, et dont Jaoui a été la partenaire sur le film Le Cousin (1997),. Pour le garde du corps de Castella, c'est Gérard Lanvin qui est retenu, notamment car il a beaucoup incarné au cinéma « les hommes virils au grand cœur ». Bacri l'avait rencontré dix ans plus tôt sur le tournage du film Mes meilleurs copains (1989) où ils étaient devenus amis,. Enfin, pour interpréter Angélique, la femme de Castella, et Antoine, le confident de Clara, le couple de scénaristes engagent deux interprètes davantage connus pour leurs prestations au théâtre : Christiane Millet et Wladimir Yordanoff. Millet a, selon Jaoui, « incroyablement le sens du texte ». Yordanoff est un acteur que Jaoui aime énormément. Bacri et elle ont déjà travaillé avec lui sur la pièce puis le film Un air de famille (1996),.

### Tournage
Le tournage se déroule principalement à Rouen durant deux mois pendant l'été 1999,. Les scènes du théâtre sont filmées au Théâtre des Deux Rives au 48 rue Louis-Ricard tandis que les scènes d’extérieurs sont réalisées dans le jardin du Muséum d'histoire naturelle au 198 rue Beauvoisine et dans le Jardin de l’Hôtel-de-Ville, place Saint-Vivien. La scène de restaurant du début du film est tournée non loin de Rouen, à Montville dans l'Auberge des Chasseurs, au 63 rue André Martin. D'autres éléments sont filmés dans la région parisienne. Il s'agit des intérieurs de la maison des Castella qui sont réalisés au 11 chemin de la Butte Blanche à Gambais dans les Yvelines, des scènes du salon de thé qui se déroulent au 9 rue de l'Annonciation dans le 16e arrondissement de Paris et des scènes de la loge de Clara qui sont également tournées à Paris.
Pour sa première réalisation, Agnès Jaoui choisit de minimiser les mouvements de caméra. Elle souhaite en effet subordonner la mise en scène aux dialogues. Selon elle, « les dialogues priment. A trop bouger la caméra, on n'entend plus les gens parler ». Elle reste également très fidèle à son scénario d'origine et permet très peu d'improvisation à ses comédiens. Pour éviter qu'un acteur ne sente pas une phrase en plein tournage, elle les oblige à faire des répétitions pour régler le problème en amont. Jaoui privilégie aussi les plans-séquences pour qu'émerge plus facilement le désarroi de ses personnages,.

### Postproduction
Agnès Jaoui avait déjà une expérience en salle de montage car elle avait réalisé la bande-annonce du film On connaît la chanson (1997) d'Alain Resnais. Durant cette étape où elle travaille étroitement avec le monteur Hervé de Luze, Jaoui reste très fidèle au découpage technique du film et supprime très peu de scènes.

### Bande originale
Il n'y a pas eu de musique composée spécialement pour le film. Agnès Jaoui et sa conseillère musicale Valérie Lindon effectuent un choix très éclectique mais qui reste dans une dominante classique. Sont également présents un rythme de jazz et une musique électronique. La bande originale sort en CD chez Philips le 16 mai 2000.
| 1.  | I Would That My Love (extrait de l'opus 63, no 1)                                                 | Felix Mendelssohn                 | Kathleen Ferrier              |  |
| 2.  | The Sinking of the Titanic: Hymn II                                                               | Gavin Bryars                      | Gavin Bryars Ensemble         |  |
| 3.  | Au lait                                                                                           | Pat Metheny et Lyle Mays          | Pat Metheny Group             |  |
| 4.  | Allegretto quasi andantino (extrait de l'œuvre Sonate pour piano no 4 en la mineur ; Deutsch 537) | Franz Schubert                    | Arturo Benedetti Michelangeli |  |
| 5.  | Gualtier Malde (extrait de l'œuvre Rigoletto)                                                     | Giuseppe Verdi                    | Edita Gruberová               |  |
| 6.  | Let us wander, not unseen (extrait de l'œuvre The Indian Queen)                                   | Henry Purcell                     | Kathleen Ferrier              |  |
| 7.  | Caressé moin                                                                                      | Marijosé Alie                     | Malavoi                       |  |
| 8.  | Pure Roots                                                                                        | Freebie and the Bean              | Freebie and the Bean          |  |
| 9.  | Concerto pour piano no 21 en ut majeur, 2e mouvement (Köchel 467)                                 | Wolfgang Amadeus Mozart           |                               |  |
| 10. | Spring Is Coming (extrait de l'œuvre Ottone)                                                      | Georg Friedrich Haendel           | Kathleen Ferrier              |  |
| 11. | Non, je ne regrette rien                                                                          | Charles Dumont et Michel Vaucaire | Jean-Charles Jarrel           |  |

## Accueil

### Accueil critique
Le Goût des autres est un succès critique. En France, le film reçoit des critiques majoritairement élogieuses, le site Allociné proposant une note moyenne de 4,2 sur 5 à partir d'une interprétation de 21 critiques. Aux États-Unis, le site Rotten Tomatoes soumet un score de 100 % et une note moyenne de 7,9 sur 10 pour un total de 58 critiques répertoriées. Il dispose d'une synthèse plus basse mais également bonne sur le site Metacritic, avec un indice de satisfaction à 78 % basé sur 24 avis.
En France, Sandra Benedetti de Ciné Live indique que le film est une « magnifique réussite » portée par des « acteurs épatants ». Pour Claude Baignères du journal Le Figaro, le film est « un coup de maître ». Il précise que « tout sonne juste, les mots comme les cœurs ». Pascal Mérigeau du Nouvel observateur trouve le film d'une « justesse sidérante, d'un esprit inimitable, qu'il transpire l'amour de l'autre, que les acteurs sont prodigieux ». Il conclut sa critique en indiquant que Le Goût des autres est pour lui un grand film. Elizabeth Gouslan de L'Événement du jeudi loue le message du film qui est selon elle une « brillante satire contre l'exclusion » mais aussi contre « les dictatures idéologiques et sociologiques ». Toujours pour L'Événement du jeudi, Florence Assouline indique que le film épingle « l'ostracisme culturel » car sa férocité « nous fait aussi prendre conscience que c'est de nous-mêmes que nous rions. »,. Pour Jean-Marc Lalanne de Libération c'est un « éloge de la curiosité ». Pour Fabrice Pliskin du Nouvel observateur, le film accomplit la prouesse de réconcilier « le public de TF1 et celui d'Ibsen ». Annie Coppermann du journal Les Échos indique qu'il s'agit d'une « comédie, vacharde et enlevée, finalement émouvante ». Pour Pierre Vavasseur du journal Le Parisien le film « apporte une vraie saveur nouvelle au cinéma français ». Franck Garbarz de Positif indique que Jaoui évite « la théâtralité en dépit d'un scénario reposant largement sur les dialogues ».
Moins conquis, Bertrand Loutte des Inrockuptibles, indique que le film est bien joué et bien écrit mais manque de folie. Pour Louis Skorecki de Libération, l'histoire est plaisante et sonne moins faux que d'autres scénarios Jaoui/Bacri comme Un air de famille ou On connaît la chanson. Jacques Mandelbaum du journal Le Monde indique qu'il aurait encore plus apprécié le film si Agnès Jaoui « était parvenue à nuancer davantage ». Emmanuel Burdeau des Cahiers du cinéma écrit l'une des critiques les plus négatives. En citant François Truffaut, il dénonce le film comme étant une œuvre qui privilégie le scénario plutôt que la mise en scène dans le seul but mercantile. Il parle même d'une « dictature du scénario ».
En Amérique du Nord, Peter Howell de Toronto Star trouve les personnages crédibles et les situations bien étudiées. Terry Lawson de Detroit Free Press indique que le film « confirme que la France peut produire plus de bons films que n'importe quel pays du monde ». Pour Kenneth Turan du Los Angeles Times les personnages sont amusants et captivants. Stephen Holden de The New York Times pense que le film permet de se lier intimement avec les personnages,. Lou Lumenick du New York Post indique qu'il s'agit d'une comédie qui ouvre l'esprit et qui fait rire. Lisa Schwarzbaum d’Entertainment Weekly trouve qu'à la fin du film nous sommes en admiration devant ces personnages forts,.

### Box-office
Le film est un succès au box-office avec 23 086 000 US$ de recettes pour un budget de 9 000 000 €. En France avec 3 859 000 entrées, le film se classe en septième position du box-office de l'année 2000 derrière la comédie française Taxi 2 (1re) mais devant les comédies Jet Set (25e) et Meilleur Espoir féminin (33e). En Europe, il cumule notamment 504 778 entrées en Italie, 182 788 entrées en Espagne, 138 240 entrées en Suisse, 121 146 entrées en Pologne, 117 049 entrées en Allemagne, 106 298 entrées en Belgique et 99 562 entrées au Royaume-Uni. À l’international le film se hisse seulement à la deux cent dixième place annuelle en Amérique du Nord et à la cent quatre-vingt-neuvième place au niveau mondial en 2000.
| Pays       | Box-office (2000) | Classement de l'année (2000) |
| ---------- | ----------------- | ---------------------------- |
| Monde      | 23 086 000 US$    | 189e                         |
| France     | 3 859 000 entrées | 7e                           |
| États-Unis | 891 000 US$       | 210e                         |
| Europe     | 5 300 000 entrées |                              |

## Distinctions

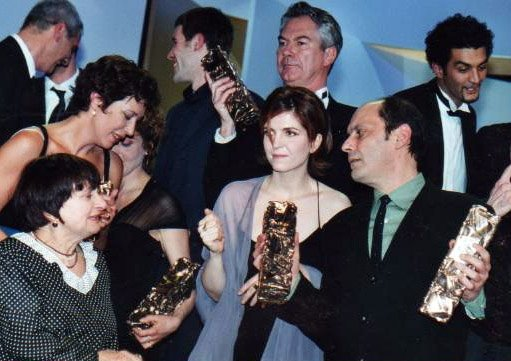
Anne Alvaro, Agnès Jaoui et Jean-Pierre Bacri parmi les lauréats de la 26e cérémonie des César (2001).

Note : sauf mention contraire, les informations ci-dessous sont issues de la page Awards du film sur l'Internet Movie Database.
Lors de la 26e cérémonie des César du cinéma, le film est nommé dans neuf catégories et en remporte quatre dont celle du meilleur film et du meilleur scénario. Le Goût des autres remporte aussi le prix David di Donatello du meilleur film étranger, le Lumière du meilleur film et l’Étoile d'or du meilleur film. Le film est également nommé pour l'Oscar du Meilleur film en langue étrangère.

### Récompenses
| Année | Événement                                                  | Catégorie                                | Lauréat(e)s                      |
| ----- | ---------------------------------------------------------- | ---------------------------------------- | -------------------------------- |
| 2000  | Festival des films du monde de Montréal                    | Grand prix des Amériques                 |                                  |
| 2000  | Festival du film de Cabourg                                | Swann d'or du meilleur acteur            | Jean-Pierre Bacri                |
| 2000  | Prix du cinéma européen                                    | Meilleur scénariste                      | Jean-Pierre Bacri et Agnès Jaoui |
| 2001  | César                                                      | Meilleur acteur dans un second rôle      | Gérard Lanvin                    |
| 2001  | César                                                      | Meilleure actrice dans un second rôle    | Anne Alvaro                      |
| 2001  | César                                                      | César du meilleur film                   |                                  |
| 2001  | César                                                      | Meilleur scénario original ou adaptation | Jean-Pierre Bacri et Agnès Jaoui |
| 2001  | Étoiles d'or du cinéma français                            | Meilleur premier film                    |                                  |
| 2001  | David di Donatello                                         | Meilleur film étranger                   |                                  |
| 2001  | Prix Lumières                                              | Meilleur film                            |                                  |
| 2001  | Prix Lumières                                              | Meilleur réalisateur                     | Agnès Jaoui                      |
| 2001  | Prix Lumières                                              | Meilleur scénario                        | Jean-Pierre Bacri et Agnès Jaoui |
| 2001  | Premios Turia (prix de la revue espagnole Cartelera Turia) | Meilleur film étranger                   |                                  |

### Nominations
| Année | Événement                                                        | Catégorie                             | Nommé(e)s         |
| ----- | ---------------------------------------------------------------- | ------------------------------------- | ----------------- |
| 2000  | Prix du cinéma européen                                          | Meilleur film                         |                   |
| 2000  | Awards Circuit Community Awards                                  | Meilleur film en langue étrangère     |                   |
| 2001  | Prix du film indépendant britannique                             | Meilleur film en langue étrangère     |                   |
| 2001  | César                                                            | Meilleur acteur                       | Jean-Pierre Bacri |
| 2001  | César                                                            | Meilleur acteur dans un second rôle   | Alain Chabat      |
| 2001  | César                                                            | Meilleure actrice dans un second rôle | Agnès Jaoui       |
| 2001  | César                                                            | Meilleur réalisateur                  | Agnès Jaoui       |
| 2001  | César                                                            | Meilleur montage                      | Hervé de Luze     |
| 2001  | Oscars                                                           | Meilleur film en langue étrangère     |                   |
| 2002  | Condors d'argent (Association des critiques de cinéma argentins) | Meilleur film en langue étrangère     |                   |
| 2002  | Prix Guldbagge                                                   | Meilleur film en langue étrangère     |                   |
| 2002  | Chlotrudis Awards                                                | Meilleure distribution                |                   |

## Analyse

### Thèmes
Jaoui traite essentiellement du thème des préjugés et de l'exclusion,,. La réalisatrice souhaite en effet combattre la dictature du « bon » goût en mettant à mal l'esprit de chapelles, le sectarisme et les ghettos,,. Elle veut parler de l'exclusion et de la tendance à mépriser ceux qui ne nous ressemblent pas. Jaoui ne le fait pas à travers le prisme des différentes classes sociales mais à travers le domaine des connaissances culturelles puisque le film présente un riche aspirant à être comme des pauvres qui lui sont supérieurs culturellement. L'origine de ce mépris vient d'un instinct de l'homme qui consiste à rechercher son semblable et rejeter l'autre. Il le fait à travers des petits milieux qui sont régis par des codes et des préjugés bien à eux. Ils s'entrechoquent et se jaugent mais sans jamais s'interpénétrer. Cette dénonciation des jugements peut être également illustrée par l'accueil critique du film lui-même. En effet, l'une des critiques les plus négatives émane des Cahiers du cinéma, un magazine qui se désintéresse en général des productions cinématographiques dites « populaires ». Jaoui déniche également « les petits travers de nos comportements » pour « révéler qu'ils ne sont qu'entraves à notre liberté et à la vie en communauté ». Il faut donc considérer les goûts des autres sans les rejeter. Son message est également que seule l'émotion artistique peut bouleverser le déterminisme social.
La réalisatrice tente aussi de réconcilier le théâtre privé souvent connoté « populaire » et le théâtre subventionné jugé parfois comme « auteuriste ». C'est notamment lors de la scène où Antoine se moque de l'inculture de Castella qu'elle prend à partie le spectateur en lui montrant l'arrogance des « théâtreux » face au « gentil beauf ». Jaoui avoue « que cette humiliation, je l'ai subie, de même que, sans doute, je l'ai infligée ». De l'autre côté, le père de Castella met le doigt sur le mépris inverse. Clara la star du théâtre subventionné est boudée par le théâtre privé et le cinéma. Peut-elle être vraiment une comédienne s'il ne l'a pas vue à la télévision? Cette critique sociale du jugement est proche de celle que développe Pierre Bourdieu dans La Distinction (1979), un ouvrage sur les goûts et les styles de vies.
Les scénaristes se préoccupent de ne pas rendre les personnages monolithiques en esquivant la condescendance, la caricature, le cynisme ou le mépris. Ils tentent d'explorer le « théâtre des sentiments » qui doit faire face au cynisme de l'argent qui cloisonne les gens et qui pousse l'amour à déserter le monde. Castella apprend ainsi à s'affirmer, révéler ses goûts et ne plus subir ceux des autres. Sans le savoir, il a besoin de passion et d'émotion. Au contraire, Manie est en recherche d'amour mais se donne en se retenant pour finalement ne rien obtenir. Clara, elle, découvre qu'il ne faut pas tout intellectualiser et éprouve à nouveau des sentiments grâce à la gentillesse et l'attention que cache Castella derrière sa personnalité parfois rugueuse. De son côté, Angélique est au début un personnage invivable qui étouffe les autres à travers ses goûts. Elle finit cependant par comprendre qu'il faut parfois accepter les différences pour vivre pleinement une relation apaisée.
Classé comme étant une comédie dramatique, le film est en réalité une « comédie mélancolique », et même parfois une comédie romantique,. En effet Castella est non seulement amoureux de Clara, mais aussi de ce qu'elle représente : la vie artistique. Il est comme Jack Nicholson dans Pour le pire et pour le meilleur (1997) quand celui-ci dit à Helen Hunt « Je t'aime parce que tu me donnes envie d’être un homme meilleur ». Dans ces moments-là, le film de Jaoui devient également une réflexion sociologique sur l'attraction entre les opposés et explique les sentiments de chacun face à l'autre. La réalisatrice présente et analyse les différentes raisons qui font que des couples se créent ou se séparent. Elle démontre qu'il n'y a aucune certitude dans une relation amoureuse.

### Références culturelles

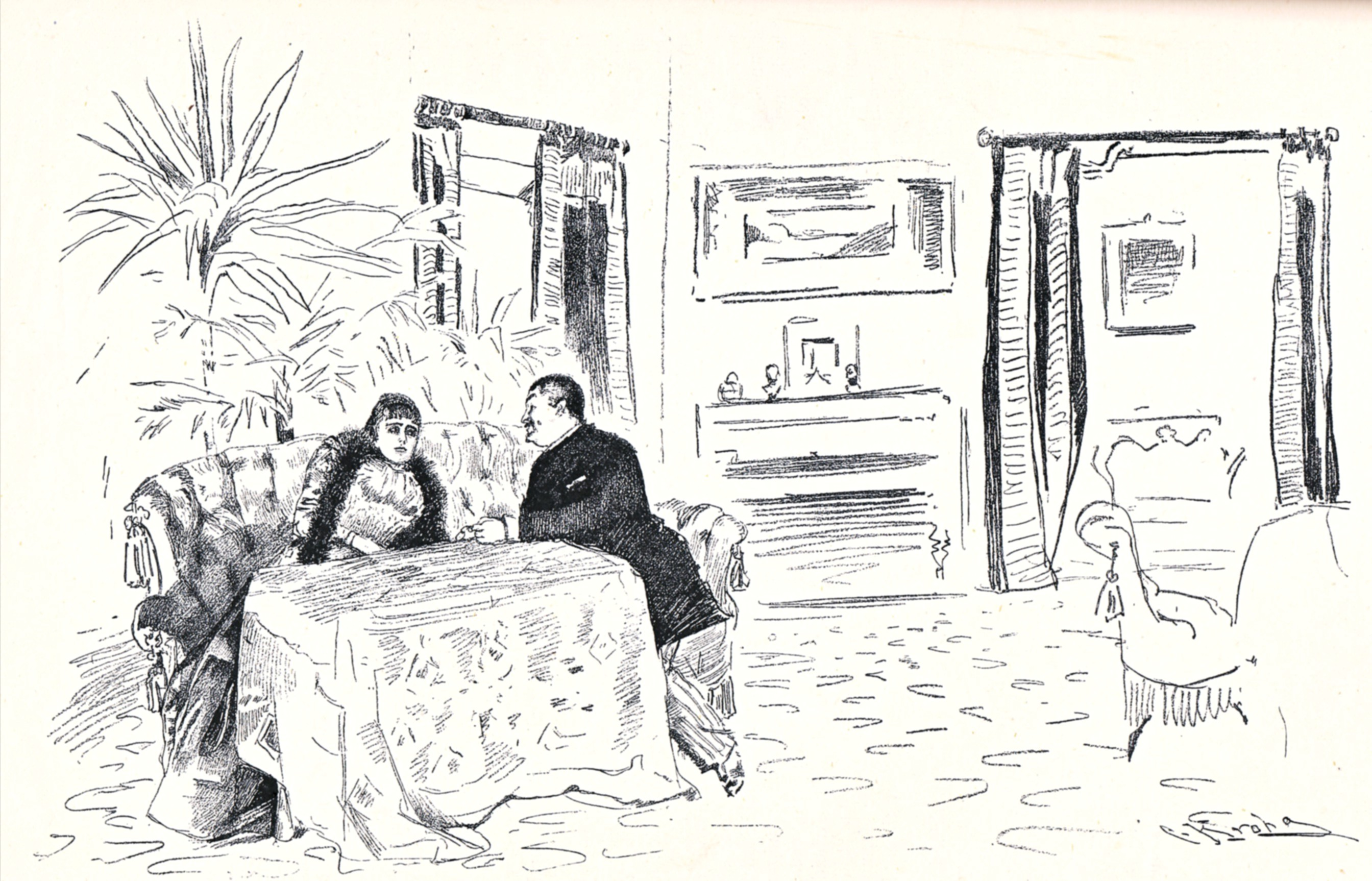
Illustration de Christian Krohg de la première représentation de la pièce de théâtre d’Hedda Gabler d’Henrik Ibsen au théâtre Kristiania d'Oslo en 1891.